# Anglia Oriental

Norfolk y Suffolk, el área central de Anglia Oriental. Cambridgeshire se encuentra al oeste y Essex al sur.

Anglia Oriental (East Anglia en inglés) es una región del este de Inglaterra, llamada así por el antiguo reino anglosajón del mismo nombre, que a su vez lo recibió por el reino de Angeln ("Anglia" en latín), uno de los primeros reinos daneses, actualmente norte de Alemania, de donde provenían los anglos, pueblo fundador del reino. El territorio consistía en Norfolk y Suffolk ("North Folk" y "South Folk", que podría traducirse como "pueblo del norte" y "pueblo del sur", respectivamente), aunque los límites que ocupaba no están muy claros. Estos incluían los condados de Norfolk y Suffolk, con una parte o el total de Cambridgeshire (con la extensión que tenía antes del 1 de abril de 1974). Algunos añaden Essex —a veces solo su parte norte— y una pequeña parte del sur de Lincolnshire, la que bordea la zona conocida como "The Wash". Parte del área se caracteriza por ser llana, con zonas húmedas, aunque el paisaje de gran parte de Suffolk y algunas de Norfolk es de suaves colinas.
Anglia Oriental forma parte de la región administrativa del Este de Inglaterra. En la Nomenclatura de las Unidades Territoriales Estadísticas, "NUTS" en sus siglas en inglés, Anglia Oriental comprende Norfolk, Suffolk, Cambridgeshire y Peterborough. Entre las principales ciudades de esta región están Norwich, Ipswich y Cambridge. Peterborough y Colchester se les clasifica normalmente como ciudades de Anglia Oriental.
La Universidad de Anglia Oriental se halla en Norwich. Norwich es el mayor asentamiento de Anglia Oriental. La asamblea regional del Este de Inglaterra tiene su sede en Bury Saint Edmunds, en el condado de Suffolk.

## Historia

Gran Bretaña hacia el año 800

El Reino de los Anglos del Este se creó, aproximadamente, en 520, al unirse los distintos grupos de anglos que se habían asentado en las antiguas tierras de los Icenos durante la anterior centuria. Fue uno de los reinos de la llamada Heptarquía anglosajona —así definida por Enrique de Huntingdon en sus escritos del siglo XII—. Durante un corto período que siguió a una victoria sobre el reino rival de Northumbria alrededor de 616, Anglia Oriental fue el reino anglosajón dominante, y su Rey Raedwal se convirtió en Bretwalda, que era el soberano que dominaba a los demás reinos. Sin embargo, en los siguientes cuarenta años, Anglia fue debilitándose respecto a los otros reinos. Fue derrotado dos veces por Mercia y en 794, Offa de Mercia mataba a su Rey Etelberto, haciéndose con el control del reino.
La independencia de los Anglos del Este fue lograda en una rebelión victoriosa contra Mercia (825-827), durante la cual dos reyes de Mercia fueron asesinados al intentar oponerse a esta revuelta. El 20 de noviembre del 870, los daneses dieron muerte al rey Edmundo y lograban así hacerse con el poder de este reino, al que llamaron Anglia Oriental. Los sajones reconquistaron el área en 920, volviéndola a perder en el periodo 1015-1017, cuando fue conquistada por Canuto el Grande, que se lo entregó a Thorkell el Alto, convirtiéndose en Conde o "Jarl" de Anglia Oriental.
Desde la segunda mitad del siglo XIII y sobre todo durante el siglo XIV, las ciudades de la región, como en general las del resto de Inglaterra, experimentaron un importante desarrollo. Gracias a las relaciones comerciales con el continente, prosperaron puertos como el de King's Lynn, al norte de Anglia Oriental. A la vez, se desarrollaron los gremios de oficios (guildas) y emergieron con creciente fuerza una clase de ricos mercaderes relacionada con el comercio de la lana. En consonancia con esta pujanza económica, en el campo artístico, en Anglia Oriental, destacó la producción de manuscritos miniados con un estilo propio caracterizado por imágenes recargadas, naturalistas y con toques de humor, diferente al que se desarrollaba en la corte de Londres. 
Gran parte de Anglia Oriental consistía hasta el siglo XVII, incluyendo partes de Cambridgeshire, Lincolnshire, Norfolk oeste y Suffolk, consistía en pantanos y ciénagas, a pesar de las barreras marinas construidas por el Imperio romano. Durante el siglo XVII, las tierras aluviales fueron progresivamente convertidas en tierras de labranza, mediante el drenaje y el desvío de ríos.
Anglia Oriental fue una zona rica hasta que los efectos de la Revolución Industrial desplazaron la producción manufacturera hacia las Tierras Medias y al norte.

## Geografía
A pesar de que el agua juega un papel importante en la zona de pantanos y en la zona conocida como "The Broads", algunas partes de la región están clasificadas como semiáridas debido a su baja pluviosidad. Durante los meses de verano, se experimentan condiciones de extrema sequedad, dando como resultado incendios en campos y brezales. La temperatura máxima diurna ronda los 5-10 °C en invierno, mientras que en el verano está en los 20-15 °C, aunque se han llegado a alcanzar los 35 °C en épocas recientes. Las zonas costeras suelen estar más expuestas al Sol.
La agricultura y la horticultura son dos actividades con bastante éxito en la zona debido a la fertilidad de los suelos. El paisaje está muy influido por la tecnología holandesa, desde la influencia de las tejas de arcilla hasta el drenaje de las zonas húmedas. Hay una gran variedad de destinos de vacaciones de pequeña escala: desde los tradicionales centros turísticos costeros, como Great Yarmouth y Lowestoft, pasando por pueblos históricos, como Bury Saint Edmunds, Cambridge, Ely y King's Lynn hasta las modernas villas de "Center Parcs" situadas en el bosque de Thetford. La Royal Air Force (RAF) construyó varios aeródromos durante la Segunda Guerra Mundial y algunos continúan usándose. Uno de ellos, cerca de Norwich, se convirtió en el Aeropuerto Internacional de Norwich, un campo de aviación civil.
En los "Broads" de Norfolk y Suffolk, entre Norwich y la costa, existe una red de cursos de agua navegables, muy popular para la práctica de la navegación de recreo. Una reciente petición para crear en esta zona un parque nacional, ha sido denegada, ya que la conservación se hubiese convertido en más importante que los derechos de navegación.

## Bandera

Bandera no oficial de Anglia Oriental

Probablemente, la mejor candidata a ser la enseña de Anglia Oriental sea la de la dinastía de los "Wuffingas", que tomaron su nombre por proceder de un rey de Anglia Oriental llamado Wuffa: tres coronas en un escudo azul, que es el color de la bandera sueca, sobre la Cruz de San Jorge. De hecho, este dispositivo se creó en homenaje a una vieja leyenda sobre las tres coronas, y el color azul representa la herencia anglo-escandinava de gran parte de Anglia Oriental. La bandera de Anglia Oriental que conocemos hoy, fue creada por George Henry Langham y adoptada por la London Society of East Anglians. Su primera mención fue en una impresión de 1900 pero no se la conoció ampliamente hasta que fue creada. Las coronas también aparecen en las armas del municipio de Bury Saint Edmunds y en la Universidad de Anglia Oriental.